# Gergely Jenő (pszichológus)
Gergely Jenő (Gyula, 1941. április 4. –) pszichológus, gyógypedagógus.
Fő kutatási területei: érték-kutatás, személyiségismeret.

## Életpályája
A debreceni Kossuth Lajos Tudományegyetemen szerzett pedagógia-pszichológia szakos diplomát 1968-ban. Egyetemi doktori disszertációját 1971-ben védte meg. Az 1970/1971. tanévtől tanársegédi, majd az 1974/1975. tanévtől adjunktusi beosztásban a József Attila Tudományegyetem Pszichológiai Tanszéken oktatott. 1988-tól a Juhász Gyula Tanárképző Főiskola Pszichológiai Tanszékére ment dolgozni főiskolai docens beosztásba, ott az 1995/1996-os tanévben ő lett a tanszék vezetője. Mind a Bölcsészettudományi Karról, mind a Főiskolai Karról rövidebb tanulmányutakat tett 1972 és 1985 között az NDK-ba, 1987-ben Yorkba (St. Hall), s 1994-ben a Tokiói Egyetemre. Nagy érdeme van abban, hogy az 1999/2000-es tanévtől elkezdődhetett a Szegedi Tudományegyetem Juhász Gyula Pedagógusképző Karon a tanítóképzés, melynek keretében pszichológiatörténetet, fejlődéspszichológiát, pedagógiai pszichológiát és szociálpszichológiát is oktatnak.

## Művei (válogatás)
- A fakultatív tárgyak választásának indítékai gimnáziumi osztályokban. In: Magyar Pszichológiai Társaság 5. Országos Tudományos Konferenciája, 1981. márc 4-6. Előadáskivonatok. Budapest, 1981. pp. 198.
- Óvodások és korrekciós osztályba járó gyermekek kognitív fejlődése. (Untersuchung der kognitiven Entwicklung von Kindern, die den Kindergarten bzw. die erste Korrekturklasse besuchen. Duró Lajossal. In: ActaPaedPsychSze[5]  Szeged, 1985. 27. pp. 117–139. p.[6]
- Gyermekek, tanárok, iskolák. Veczkó Józseffel. Módszertani Közlemények. 27. Budapest, 3. pp. 196–198.
- Vezetési ismeretek. I-IV. Szöveggyűjtemény. Szeged : JATE Kiadó, 1988. 360 p.; 240 p.; 175 p.; 186 p. (tankönyv)
- A gyógypedagógia pedagógiai-pszichológiai kérdéseiről. Gyula : APC-Stúdió, 2005. 152 p. ISBN 963-9135-72-0

## Külső hivatkozások
- Pukánszky Béla: Gyógypedagógusképzés a Szegedi Tudományegyetemen.
- Gergely Jenő szakcikkei a SZTE EK Egyetemi Bibliográfiában.